# Passiflora rhamnifolia
Passiflora rhamnifolia är en passionsblomsväxtart som beskrevs av Maxwell Tylden Masters. Passiflora rhamnifolia ingår i släktet passionsblommor, och familjen passionsblomsväxter. Inga underarter finns listade i Catalogue of Life.